# Hiltpoltstein
Hiltpoltstein er en købstad (markt) i Landkreis Forchheim i Regierungsbezirk Oberfranken i den tyske delstat Bayern.Den er en del af Verwaltungsgemeinschaft Gräfenberg. Kommunen ligger omkring 25 kilometer nordøst for Nürnberg.

## Geografi
Hiltpoltstein ligger nedenfor en højslette i Fränkische Schweiz. Med en højde på over 500 moh. hører den til de højest beliggende byer i Landkreis Forchheim. Nabokommuner er Obertrubach, Gräfenberg, Betzenstein og Simmelsdorf. Bybilledet er præget af den ovenfor liggende Burg Hiltpoltstein. I kommunens område ligger bjerget Silberecke, der med 602 moh. er det højeste punkt i Landkreises Forchheim.

### Bydele, landsbyer og bebyggelser
- Almos
- Erlastrut
- Görbitz
- Göring
- Großenohe
- Hiltpoltstein
- Kappel
- Kemmathen
- Möchs
- Schoßaritz
- Spießmühle
- Wölfersdorf

- Wikimedia Commons har flere filer relateret til Hiltpoltstein